# Boomlaag

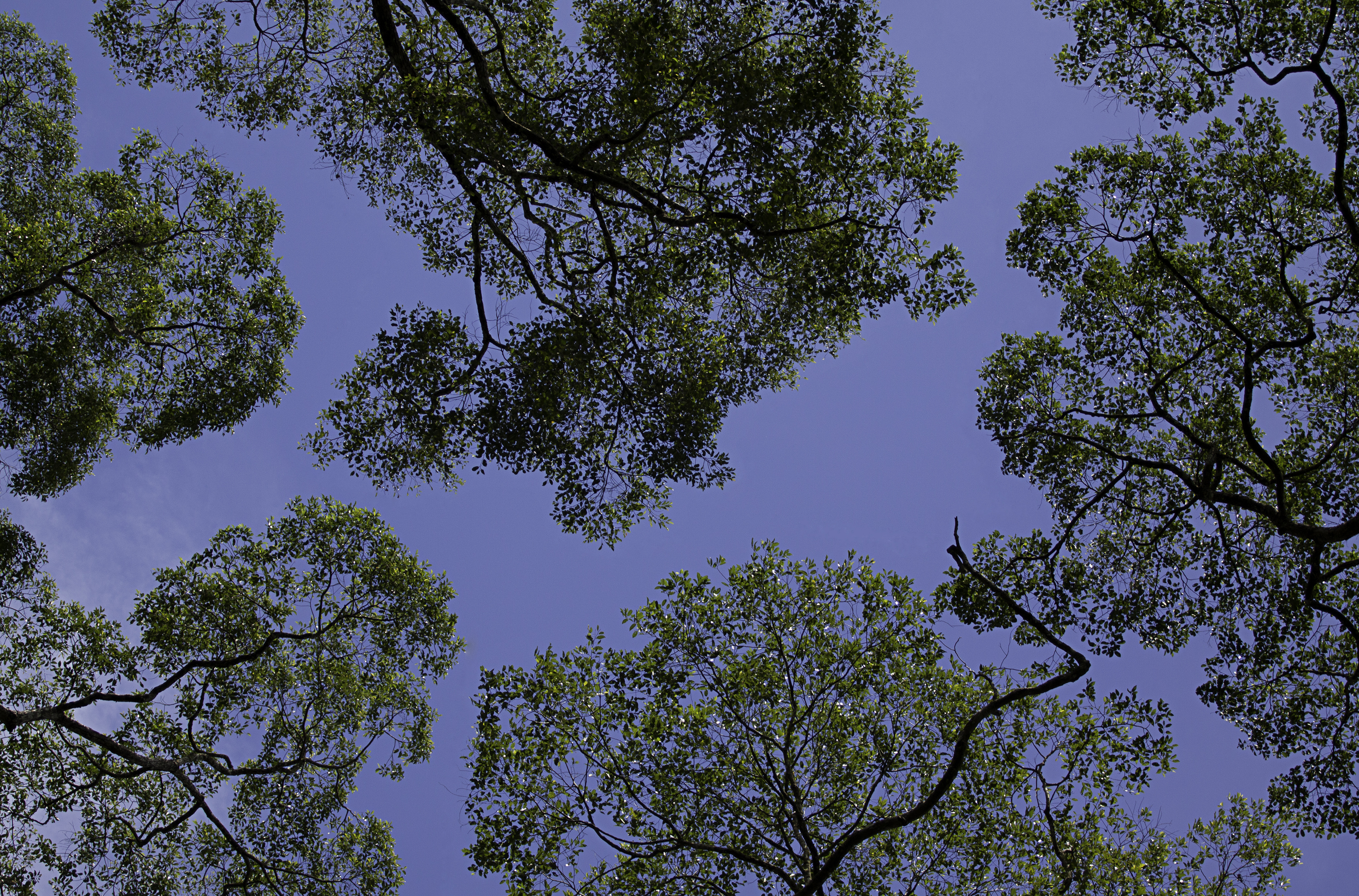
Een boomlaag in een bos in Maleisië

De boomlaag is in een bos de vegetatielaag vanaf ongeveer acht meter met vooral de kruinen van de bomen. In tropische bossen kan de boomlaag aanzienlijk hoger zijn.
In de top van de bomen krijgen de bladeren al het licht. Afhankelijk van de boomsoorten laten ze nog licht door. Veel organismen hebben zich gespecialiseerd in dit milieu. Planten die juist in schaduw voorkomen zijn vooral te vinden op de bodem van bossen met een dichte kruinlaag.
Bij de wielewaal werkt het geel als een doeltreffende schutkleur, de middelste bonte specht broedt in oude bomen op grote hoogte en de rode eekhoorn is een specialist in het zich verplaatsen van boom tot boom.